# Paul Émile de Puydt
Paul Émile de Puydt, belgijski botanik, ekonomist in pisatelj, * 1810, Mons, † 1891, Mons.
Kot botanik je najbolj znan po raziskovanju orhidej. Na področju politične ekonomije je izumil panarhijo.